# Jean Becquerel
Jean Becquerel (Paris, 5 de fevereiro de 1878 — Pornichet, 4 de julho de 1953) foi um físico francês. Filho de Antoine Henri Becquerel e neto de Edmond Becquerel (1820 - 1891) e Jules Jamin (1818 - 1886).
Seus trabalhos de pesquisa concentraram-se nas propriedades ópticas e magnéticas dos cristais e, principalmente, em relação à polarização rotatória paramagnética. Também trabalhou sobre a teoria da relatividade e teoria da gravitação.
Foi professor de física na École Polytechnique de 1919 a 1924, e  eleito membro da Académie des Sciences em 1946.

## Obras
- "Principe de Relativité et Théorie de la Gravitation", Cursos proferidos em 1921 e 1922 na École Polytechnique e Muséum d'Histoire Naturelle de Paris, Gauthier-Villars, 1922